# Теневая библиотека
Тенева́я библиоте́ка — онлайн-коллекция научной и художественной литературы, предоставляющая открытый доступ к работам, зачастую с нарушением авторских прав. Теневые библиотеки отличаются децентрализованностью и анонимностью, их коллекции пополняются как за счёт интеграции с другими архивами, так и за счёт вклада пользователей. К крупнейшим теневым библиотекам относится закрытая в 2012 году Gigapedia (от 400 до 750 тысяч работ), LibGen (более 2,8 млн файлов), Z-Library (6,5 млн книг и более 80 млн статей), Sci-Hub (85 млн работ). Целевой аудиторией теневых библиотек являются жители развивающихся стран, у которых нет доступа к дорогостоящим подпискам на научные издательства.

## Определение
Термин «теневая библиотека» был впервые использован научным сотрудником Амстердамского университета Балажем Бодо в 2015 году в отношении крупных онлайн-коллекций научной и художественной литературы, которые обеспечивают открытый доступ к работам. Зачастую работы размещают без согласия владельцев, нарушая этим авторские права. Как правило, теневыми библиотеками управляют отдельные лица или небольшие группы людей, желающие оставаться анонимными. При этом коллекции пополняются в результате веб-скрейпинга, при слиянии с другими библиотеками, а также благодаря индивидуальному вкладу пользователей. Архивы открыты для скачивания и распространения без каких-либо ограничений.
Одной из основных причин популярности и быстрого распространения теневых библиотек является кризис доступа к научному знанию в развивающихся странах. В период с 1995 по 2005 год количество людей с оконченным средним образованием выросло в 2,5 раза, достигнув 725 млн. Наибольший прирост произошёл в странах Африки, Южной Америки, Индии, Центральной и Восточной Европы. Повышенный спрос на научную литературу привёл к коммерциализации рынка научных публикаций, монополизированного несколькими крупными издательствами — Elsevier, Axel Springer SE, John Wiley & Sons. При этом исследователи не только не получают материальное вознаграждение за публикацию, но и бесплатно предоставляют услуги рецензирования других статей для журналов. Растущие ценовые барьеры совпали с распространением фотокопировальных машин и цифровых технологий, что привело к появлению крупномасштабных онлайн-библиотек. По состоянию на 2020-й год, стоимость прочтения одной статьи Elsevier или Springer Publishing достигает $30, а годовой подписки на один журнал — от 3 до 20 тысяч долларов США. При этом выручка целиком достаётся издательству.

### Аудитория
Основной целевой аудиторией теневых библиотек являются жители развивающихся стран, у которых нет доступа к дорогостоящим подпискам на издательства. Так, чаще всего LibGen посещают пользователи из Ирана, России и постсоветского пространства, Индии, Пакистана, Ирака, Китая, США и стран Африки. По отношению к размеру населения наибольшее число пользователей приходится на относительно бедные страны Европы:  Литву, Эстонию, Грецию, Латвию, Словению, Хорватию, Северную Македонию, Венгрию и Болгарию. Около 47 % пользователей Sci-Hub загружали статьи из стран с доходом выше среднего. При этом многие отмечали, что скачивают статьи с теневых библиотек не потому что не имеют к ним институционального доступа, а по причине удобства интерфейса и лёгкости скачивания. Исследователи доказали, что использование Sci-Hub на ежедневной основе приводит к снижению пользования межбиблиотечным обменом. Пользователи из стран Ближнего Востока чаще всего скачивают работы по естественным наукам, математике, информатике, а жители Центральной и Восточной Европы — статьи по общественным наукам. В то же время пользователи из постсоветского пространства отдают предпочтение скачиванию русскоязычной литературы. По оценке Управления интеллектуальной собственности правительства Великобритании, около 17 % всех электронных книг скачивают нелегально. Как правило, потребители нелегальной литературы относятся к среднему классу, их возраст составляет 30-60 лет. Большинство работ в теневых библиотеках размещены без согласия владельцев, что делает их существование незаконным. Одновременно с этим в странах Европейского союза и США ведутся споры о законности размещения ссылок на теневые библиотеки.

## История
Большинство теневых библиотек имеют российское происхождение. Это связано с избирательным применением авторского права на постсоветском пространстве и социальными, политическими и культурными аспектами, связанными с советским периодом. Советская интеллигенция была вынуждена обходить государственную цензуру посредством распространения самиздата и обмена работами на серых и чёрных рынках. Отдельные интеллектуалы создавали обширные коллекции, которые затем переносили на жёсткие диски и другие цифровые носители. После распада Советского Союза и распространения интернета многие начали оцифровывать и компилировать эти коллекции, впоследствии размещая их на отдельных веб-сайтах. В отличие от стран Западной Европы и США, в России бо́льшую часть 2000-х годов подобные библиотеки не считались угрозой для правообладателей или издательского бизнеса, что только способствовало их распространению. Дополнительным стимулом стало резкое сокращение финансирования библиотек государством, что привело к значительному снижению закупок литературных новинок и падению интереса читателей. В это же время развитие технологий оптического распознавания привело к расширению коллекций, которые начали активно поглощать друг друга, образуя многотысячные онлайн-репозитории. Зачастую создатели таких сайтов рассматривали свою деятельность как просветительскую, не относя себя к нарушителям авторского права.
Библиотека Максима Мошкова или “Lib.ru” стала одним из первых порталов Рунета, объединив масштабную коллекцию работ, которую программист начал собирать ещё со школьных времён. Одновременно с этим в русскоязычном сегменте интернета действовало сообщество «Колхоз», занимающееся сбором и архивированием литературы. Члены «Колхоза» не имели веб-сайта, однако создали отдельный сервер, на который выложили более чем 50 тысяч документов. Доступ к литературе предоставлялся по личным запросам. Начиная с 2010-х в стране были созданы две другие крупнейшие онлайн-библиотеки — LibGen и Sci-Hub. Как правило, первые порталы функционировали вокруг основной коллекции, однако из-за последующих ужесточений в законодательстве они стали более децентрализованными — сервера и адреса регистраций находились в разных местах. Так, жители Ирландии управляли Gigapedia через зарегистрированные в Италии домены, в то время как сами сервера находились на территории Германии и Украины.
В некоторых случаях теневые библиотеки получают легальный статус. Так, начиная с 2006 года компания «ЛитРес» начала объединять большинство крупных теневых библиотек Рунета. ЛитРес была создана основателями первых цифровых библиотек, принявшими решение образовать рынок легальных электронных книг и монетизировать их использование — Андреем Барановским («Альдебаран») и Алексеем Кузьминым (Litportal). «ЛитРес» объединила шесть крупных порталов того времени — Aldebaran, Fenzin, Bestlibrary, Bookz, FictionBook, LitPortal, сделав их содержание легальным посредством подписания контрактов с правообладателями.

## Крупнейшие библиотеки

### Gigapedia
Портал был создан в 2006—2007 годах на основе англоязычной части коллекции общества «Колхоз». Gigapedia или Library.nu стала стремительно расти и вскоре стала одной из самых популярных «пиратских» библиотек в англоязычном секторе интернета. Gigapedia включала каталог цифровых книг и соответствующих метаданных, включая название, авторство, год публикации, количество страниц, описание, классификацию категорий. Многие книги каталога располагались на серверах службы ifile.it, связанного с основным сайтом. Предположительно, коллекция Gigapedia содержала от 400 000 до 750 000 работ. Администраторы портала регулярно проверяли и редактировали ссылки для скачивания работ, а коллекция состояла в основном из учебно-научной литературы, в том числе академических монографий, журналов, статей и исследований. Согласно данным сайта hyperstat, ежедневно сайт посещали около 80 тысяч человек.
15 февраля 2012 года Международная Ассоциация Издателей с помощью немецкой юридической фирмы Lausen Rechtsanwalte подала в суд Мюнхена на Gigapedia и ifile.it, потребовав их блокировки. Ассоциация включала в себя такие крупные издательства, как Издательство Кембриджского университета, Elsevier, Macmillan Publishers, Издательство Оксфордского университета. Администраторов Gigapedia обвинили в том, что от нелегального распространения литературы они получили доход в примерно 11 млн долларов, заработав деньги на размещённой на сайте рекламе, пожертвованиях и платных аккаунтах. К моменту закрытия в феврале 2012 года коллекция библиотеки состояла из более чем миллиона книг, которыми пользовались около полмиллиона активных юзеров. Закрытие Gigapedia вызвало оживлённые дебаты — пользователи портала сравнивали масштабы события с сожжением Александрийской библиотеки.

### LibGen

Логотип LibGen, 2020 год

Library Genesis является другим крупнейшим онлайн-хранилищем, предоставляющим бесплатный доступ к «пиратским» коллекциям и защищённым авторским правом произведениям. Основу коллекции составляют работы научной тематики. Предполагается, что портал был создан в 2008 году группой российских учёных. В 2011 году LibGen интегрировал коллекцию Gigapedia, благодаря чему архив значительно увеличился; появились работы на английском и других языках. Пользователи могут скачивать не только работы, но и исходный код программного обеспечения, который позволяет создавать зеркальные сайты и распространять коллекцию дальше. Подобная система позволяет сохранять долгосрочный доступ к документам. Начиная с 2013 года коллекция LibGen пополняется за счет интеграции созданных издателями электронных текстовых репозиториев. До 2013 года бо́льшая часть коллекции была представлена на русском и английском языках, позднее начали добавлять работы и на немецком, итальянском, испанском и французском.
По данным портала за декабрь 2020 года, архив Library Genesis насчитывал более 2,8 миллионов файлов, общий объём которых составляет более 40 терабайтов.

### Z-Library
Z-Library является одной из крупнейших онлайн-библиотек научной, технической и научно-популярной литературы. Портал предположительно управляется из Китая, а сервера расположены в США, Панаме, России, Германии, Финляндии, Малайзии и Люксембурге. Общий размер данных составляет около 160 терабайт. Согласно предоставленным сайтом данным, на апрель 2021 года коллекция состояла из более чем 6,7 млн книг и более 80 млн статей. Библиотека также оперирует под названиями B-ok.org и Bookfi.
С 2018 года B-ok.org вместе с Sci-Hub и LibGen входит в список Еврокомиссии распространителей контрафакта и «пиратского» контента, ВКонтакте и Telegram.

### Sci-Hub
Sci-Hub является крупнейшей и наиболее популярной теневой библиотекой. Портал был создан исследовательницей в области нейрокомпьютерных технологий Александрой Элбакян в 2011 году. Согласно предоставленным сайтом данных, в конце марта 2021 года Sci-Hub обеспечивал доступ к 85 млн работ. Сайт работает по принципу веб-скрейпинга и ставит перед собой цель предоставление бесплатного доступа к научным изданиям для всех желающих; только за 2017 год портал обеспечил около 200 миллионов загрузок. Проведённые исследования показывают, что скачанные через Sci-Hub статьи цитируются в 1,72 раза чаще. Для пользования Sci-Hub не требуется регистрация. В период с 2011 по 2013 год доступ к статьям осуществлялся через копирование в окно поиска сайтов ссылки на нужную публикацию. После этого пользователю открывался доступ к бесплатному скачиванию статьи через прокси-сервер того или иного университета. Начиная с 2012 года другой крупный «пиратский» сайт Library Genesis, ранее сохранявший в хранилище только книги, начал собирать исследовательские статьи и включил загруженные с Sci-Hub работы в свою базу данных. В 2013 году Sci-Hub получил широкое распространение в Китае, что привело к резкому росту запросов. Для снижения нагрузки на сайт Элбакян переписала алгоритм таким образом, чтобы он начал автоматически направлять пользователей к базе данных LibGen. С 2013 года у Sci-Hub имеется своё хранилище, в котором сохраняются уже скачанные пользователями статьи. Также сайт автоматически добавляет туда новые публикации по актуальным темам до того, как тот или иной пользователь начнёт искать их в базе Sci-Hub. В 2014 году Элбакян создала несколько дополнительных копий хранилищ. При введении запроса Sci-Hub автоматически проверяет наличие публикации в своих базах данных. Поиск можно осуществить по doi статьи, ссылке на публикацию или названию.

## Блокировки

### В России
В 2013 году издательства «Эксмо» и «АСТ» создали Ассоциацию по защите авторских прав в Интернете для борьбы с книжным «пиратством» (АЗАПИ). Только за первый год своей работы АЗАПИ выдвинули обвинения 200 сайтам, нарушающим авторские права. В результате 27 интернет-ресурсов приняли решение закрыться самостоятельно, 10 сайтов сменили регистрацию, а ещё 30 — стали партнёрами издательств в легальном распространении книг. Около 120 сайтов продолжили сотрудничество с правообладателями, приняв решение устранить нарушения авторских прав. К последней категории относятся крупные российские библиотеки «Флибуста» и «Либрусек». В ответ на ограничения пользователи библиотеки начали активно распространять архив через торренты.
1 мая 2015 года в России вступили в силу изменения в так называемом «антипиратском законе» «Об информации, информационных технологиях и о защите информации», а также в Гражданском процессуальном кодексе РФ. Новые поправки подразумевают, что авторы любых произведений искусства, за исключением фотографий, имеют право ограничить доступ к своим произведениям в случае незаконного размещения в интернете. В отличие от предыдущего варианта, обновлённая версия подразумевает распространение «антипиратского закона» на все объекты авторского права, а не только на фильмы. Таким образом, действие закона распространяется на кино-, видео-, телевизионную, музыкальную, книжную продукцию и программное обеспечение. По закону владельцы авторских прав могут получить решение суда о введении предварительных обеспечительных мер в отношении одного сайта, а также обратиться напрямую в Роскомнадзор для блокировки остальных порталов, распространяющих продукцию. За неоднократное нарушения сайты подлежат бессрочной блокировке. После принятия закона в России были заблокированы такие крупные библиотеки как Флибуста, litmir.net, knigian.net, иски к которым были поданы издательством «Эксмо».
В 2018 году группа правообладателей в лице «Газпром-медиа», НМГ и «ЛитРеса» призвала «Яндекс» удалить ссылки на «пиратские» ресурсы, которые выдают поисковые системы при запросе пользователей.
16 ноября 2018 года по постановлению Московского городского суда Роскомнадзор заблокировал на территории РФ несколько зеркальных сайтов, принадлежащих Sci-Hub и Library Genesis.

### В США
В 2015 и 2017 годах крупнейшее в мире академическое издательство Elsevier подало в суд на Sci-Hub за нарушение авторских прав. В ноябре 2015 года окружной суд Нью-Йорка удовлетворил ходатайство Elsevier о предварительном судебном запрете в отношении нескольких «пиратских» сайтов, нелегально распространяющих научные публикации. Согласно решению суда, администраторы сайтов должны прекратить предоставлять доступ к контенту, который нарушает авторские права. В свою очередь, интернет-провайдеры должны заблокировать доступ к порталам. В список сайтов вошли Sci-Hub, Bookfi, LibGen. Суд также постановил Sci-Hub выплатить 15 млн долларов в качестве компенсации. В июне 2017 года аналогичный иск поступил от Американского химического общества (ACS). Суд согласился с требованиями ACS наложить предписания на третьих лиц — теперь хостеры не могут предоставлять хостинг Sci-Hub, а интернет-провайдеры обязаны блокировать доступ к сайту по требованию ACS.

### В Европе
В мае 2015 года Высокий суд удовлетворил ходатайство Ассоциации издателей о блокировке интернет-провайдерами нескольких крупных «пиратских» сайтов электронных книг. В список вошли Ebookee, LibGen, Freshwap, AvaxHome, а также один из зеркальных сайтов Z-Library — Bookfi. В июне этого же года австралийское агентство по авторским правам подтвердило решение Высокого суда Великобритании и вынесло аналогичное решение о блокировке порталов.
Начиная с ноября 2018 года решения о блокировке Sci-Hub и LibGen были вынесены в Швеции, Франции, Дании, а в октябре 2019 года Elsevier, Springer Nature и Wiley подали совместный иск с требованием запретить бельгийским интернет-провайдерам Proximus, VOO, Brutélé и Telenet предоставлять доступ к Sci-Hub и LibGen.

### В Индии
24 декабря 2020 года  Верховный суд Индии провёл первое слушание по блокировке Sci-Hub и LibGen, следуя ранее поданному иску от  Elsevier Pvt. Ltd., Wiley India Pvt. Ltd. and the American Chemical Society. 6 января 2021 года суд отказал издательствам в немедленной блокировке сайтов и вынес решение о необходимости привлечения экспертизы научного сообщества для решения вопроса. Создательница Sci-Hub начала собирать и публиковать полученные письма в поддержку портала в Твиттере, однако 8 января официальный аккаунт библиотеки был заблокирован. Элбакян связывает блокировку аккаунта с судебным разбирательством в Индии.